# Elling Carlsen
Elling Carlsen (Tromsø, 8 settembre 1819 – Tromsø, 18 aprile 1900) è stato un esploratore, navigatore e cacciatore norvegese.
Diede il proprio nome all'Isola di Carlsen, una delle isole Rønnbeck  nell'arcipelago delle Svalbard.

## Biografia
Elling Carlsen nacque a Tromsø, in Norvegia, e nel 1846 passò l'esame di ammissione per ottenere il comando di una nave con la quale mirava a condurre l'attività di cacciatore di foche. Carlsen salpò da Hammerfest nella Finnmark, in Norvegia, e si impegnò a fondo in questo compito, oltre a condurre l'attività di esplorazione e mappatura delle aree artiche ancora inesplorate.
Già circumnavigatore delle isole Svalbard (1863), dove scoprì pure la Kong Karls Land, nel 1871, a bordo della Solid scoprì il campo invernale di Willem Barents risalente all'inverno 1596/97. Sulla costa nordorientale di Novaja Zemlja, trovò inoltre le spoglie dello stesso Barents, che portò con sé in Norvegia per dare all'esploratore una degna sepoltura con tutti gli onori di stato.
Nel 1872-1874 fece parte della Spedizione polare austro-ungarica guidata da Carl Weyprecht e Julius von Payer, che portò alla scoperta della Terra di Francesco Giuseppe nel Mare di Barents. Nel 1872, il governo norvegese lo insignì della croce di cavaliere dell'Ordine di Sant'Olav.